# Fishbone and the Familyhood Nextperience Present: The Psychotic Friends Nuttwerx
Fishbone and the Familyhood Nextperience Present: The Psychotic Friends Nuttwerx è il sesto album in studio del gruppo musicale statunitense Fishbone, pubblicato nel 2000.

## Tracce
1. Shakey Ground – 3:46 (Eddie Hazel, Alphonzo Boyd, Jeffrey Bowen)
2. The Suffering – 5:17 (Angelo Moore, Bridget Benante, David Baerwald, Steven Lindsey)
3. Where'd You Get Those Pants? – 3:44 (Moore, Lindsey, Alta Willis, John Norwood Fisher)
4. Everybody Is a Star – 3:51 (Sly Stone)
5. One Planet People – 5:16 (Moore, Walter A. Kibby II, Dallas Austin)
6. Just Allow – 3:29 (Moore, Kibby, Fisher, Tracey Singleton)
7. AIDS & Armageddon – 5:58 (Baerwald)
8. It All Kept Startin' Over Again – 5:59 (Moore, Fisher)
9. Dear God – 3:46 (Fisher, Kibby, Austin, John Bingham)
10. Karma Tsunami – 3:55 (Moore, Fisher, McBroom)
11. In the Heat of Anger (traccia bonus Giappone) – 3:37 (Moore, Fisher)

## Formazione

### Gruppo
- Angelo Moore - voce, sassofono, theremin, batteria (traccia 10)
- Walter A. Kibby II - tromba, voce
- Spacey T - chitarra, voce
- John McKnight - piano, tastiera, trombone
- John Norwood Fisher - basso, voce
- John Steward - batteria

### Ospiti
- Lenny Castro - percussioni (1-5,7-10)
- Bronx Style Bob - voce (1,5)
- H.R. - voce (5)
- Donny Osmond - cori (1)
- Ivan Neville - cori (1)
- Alexandra Brown - cori (2-5,7)
- Portia Griffin - cori (2-5,7)
- Mona Lisa Young - cori (2-5,7)
- Rose Stone - cori (4)
- George Clinton - voce (4)
- Gwen Stefani - voce (4)
- Perry Farrell - cori (4,8)
- Rick James - voce (#4)
- Durga McBroom - cori (10)
- Kandice Lindsey - cori (10)
- Monica Reed - cori (10)
- John Frusciante - chitarra (1)
- Jeff 'Skunk' Baxter - chitarra (1)
- Tony Maiden - chitarra (3)
- Ariel Sanzl - chitarra (5)
- Daevid Baerwald - chitarra (7)
- Billy Bass Nelson - basso (1), chitarra (9)
- Flea - basso (1)
- Chad Smith - batteria (1)
- John Robinson - batteria (2-3,7)
- Abe Laboriel Jr. - batteria, loops (4,5,8,9)
- Dion Murdock - batteria (6,7)
- Walt Fowler - corni (1-5,7,9)
- Bruce Fowler - corni (1-5)
- Albert Wing - corni (1-5)
- Lili Haydn - violino (4)
- Charles Neville (5)
- Patrick Warren - chamberlin (9)
- Steve Lindsey - organo (6,10), sintetizzatore (8,9)
- Vicentico - (5)